# Antonio Cortis
Antonio Cortis (ur. 12 sierpnia 1891 na statku między Oranem a Alteą, zm. 2 kwietnia 1952 w Dénii) – hiszpański śpiewak operowy, tenor.

## Życiorys
Jako dziecko śpiewał w chórze przy Teatro Real w Madrycie. Tam też zadebiutował w 1915 roku jako śpiewak operowy w Carmen Georges’a Bizeta. W kolejnych latach występował w Ameryce Południowej (1917) i Włoszech (1919). W latach 1924–1932 był członkiem zespołu opery w Chicago. Od 1925 do 1926 roku śpiewał też w San Francisco. W 1931 roku wystąpił w La Scali w Mediolanie i Covent Garden Theatre w Londynie. Po 1935 roku ograniczył swoje występy wyłącznie do scen hiszpańskich. Po raz ostatni wystąpił w 1951 roku w Saragossie jako Cavaradossi w Tosce Giacomo Pucciniego.
Zasłynął rolami w operach Pucciniego, Bizeta, Verdiego, Donizettiego i Leoncavalla. Do jego popisowych ról należały: Don José w Carmen, Radames w Aidzie, Canio w Pajacach, Edgardo w Łucji z Lammermooru, tytułowa rola w Andrea Chénier. Nazywany był „hiszpańskim Caruso”.